# Antoni Bant
Antoni Julian Bant (ur. 13 maja 1891 we Lwowie, zm. 12 czerwca 1981 we Wrocławiu) – polski profesor nauk weterynaryjnych.

## Życiorys
Po ukończeniu w 1911 V Gimnazjum we Lwowie rozpoczął studia na Wydziale Lekarskim Uniwersytetu Lwowskiego, w 1914 przerwał naukę i walczył w I wojnie światowej, m.in. uczestniczył w bitwie pod Komarowem. Na uczelnię powrócił w 1917 i rok później ukończył studia, a w 1920 uzyskał dyplom doktora wszech nauk lekarskich. Pracę zawodową rozpoczął podczas trzeciego roku studiów, od 1913 był demonstratorem w kierowanej przez prof. dr. Józefa Markowskiego Katedrze Anatomii Opisowej, następnie awansował na młodszego asystenta. W 1922 wyjechał do Poznania, gdzie przez kilka miesięcy pracował w Katedrze Anatomii Opisowej tamtejszego Uniwersytetu. W 1923 powrócił do Lwowa i objął stanowisko adiunkta, a następnie zastępcy profesora w Lwowskiej Akademii Medycyny Weterynaryjnej, gdzie prowadził zlecone wykłady z anatomii topograficznej zwierząt domowych. W 1924 przedstawił pracę habilitacyjną „Morfologia mięśni okołoobojczykowych u człowieka i zwierząt ssących” i jako doktor habilitowany uzyskał stopień docenta anatomii porównawczej. W 1925 został profesorem nadzwyczajnym, rok później zorganizował i objął kierownictwo nad Zakładem Anatomii Topograficznej. W międzyczasie przebywał na stażach w Stanach Zjednoczonych i Wielkiej Brytanii. W 1934 został wybrany na stanowisko kierownika Zakładu Anatomii Porównawczej Zwierząt Domowych i zajmował je do opuszczenia Lwowa w 1945, w 1936 uzyskał tytuł profesora zwyczajnego. Do 1945 był członkiem honorowym korporacji akademickiej K! Lutyco-Venedya. Po przybyciu do Wrocławia rozpoczął organizację Zakładu Anatomii Porównawczej Zwierząt Domowych Wydziału Medycyny Weterynaryjnej Uniwersytetu i Politechniki Wrocławskiej, a następnie objął kierownictwo tej placówki. W 1951 powstała Wyższa Szkoła Rolnicza i tam zostały przeniesione wydziały związane z weterynarią, prof. Antoni Bant był inicjatorem budowy nowego gmachu Wydziału Medycyny Weterynaryjnej. Trzykrotnie pełnił funkcję dziekana tego wydziału (1948/1950, 1952/1953 i 1956/1958) ponadto był członkiem Rady Głównej Ministerstwa Szkolnictwa Wyższego i przewodniczył Sekcji Nauk Podstawowych w Komitecie Nauczania Wyższego Polskiej Akademii Nauk. W 1970 został uhonorowany tytułem doctora honoris causa Wyższej Szkoły Rolniczej we Wrocławiu. W 1961 przeszedł w stan spoczynku. Pochowany na Cmentarzu św. Wawrzyńca we Wrocławiu. 

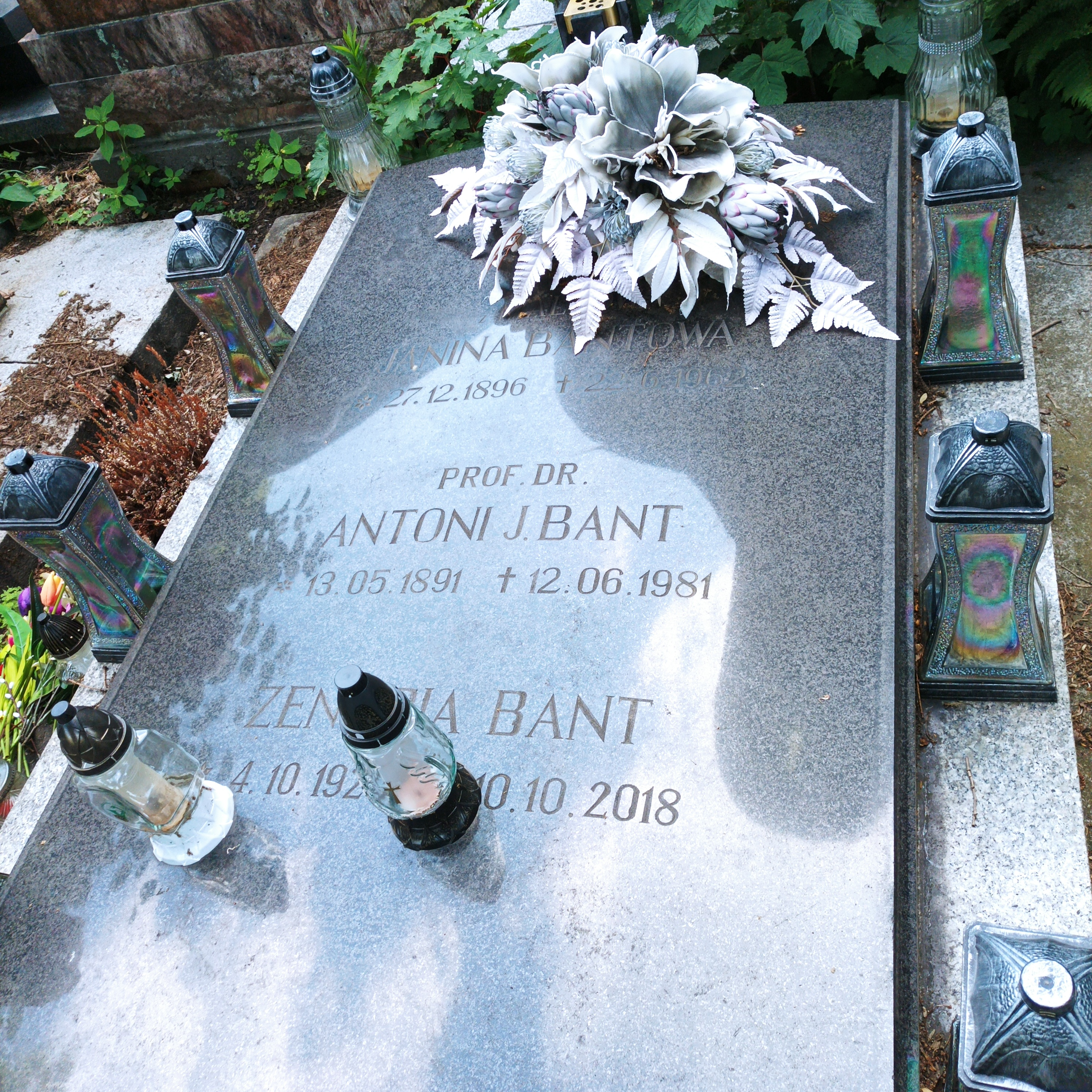
Grób prof. Antoniego Banta na Cmentarzu św. Wawrzyńca we Wrocławiu

## Dorobek naukowy
Dorobek naukowy obejmuje ponad czterdzieści rozpraw naukowych, opracowań i artykułów, Antoni Bant był również autorem skryptu dla studentów weterynarii "Anatomia topograficzna zwierząt domowych: Odnóża".

## Odznaczenia
- Krzyż Komandorski Orderu Odrodzenia Polski
- Krzyż Walecznych,
- Złoty Krzyż Zasługi,
- Odznaka Naukowa PTNW „Pro Scientia Veterynaria Polona”
- Odznaka honorowa „Budowniczy Wrocławia”
- Tytuł „Członka Honorowego” Polskiego Towarzystwa Anatomicznego